# Francisco Castrejón
Francisco Castrejón Ramírez (* 11. Juni 1946 in Tuxpan, Jalisco) ist ein ehemaliger Fußballtorwart, der seit 2004 als Torwarttrainer in den Nachwuchsmannschaften von Atlas Guadalajara tätig ist und in der Saison 2007/08 die Torhüter der ersten Mannschaft trainierte.

## Biografie

### Verein
Francisco Castrejón gab sein Debüt als Profitorwart am 3. Februar 1964 im Dress des Hauptstadtvereins UNAM Pumas in einem Spiel gegen Deportivo Toluca, das mit 2:1 gewonnen wurde. Weil er auf den Tag genau vier Jahre später heiratete, bezeichnete er den 3. Februar als sein besonderes Datum.
Nach acht Jahren in Diensten der Pumas, mit denen die Vizemeisterschaft von 1967/68 seine bis dahin erfolgreichste Spielzeit war, wechselte Castrejón für die Saison 1972/73 zum CF Laguna. Ein Jahr später ging er zum Puebla FC, wo er – je nach Quelle – ein oder zwei Jahre blieb, bis er zurück in die Hauptstadt ging und beim Club América unterschrieb. Dort hatte er seine erfolgreichste Zeit: 1976 wurde er mexikanischer Meister und Supercupsieger, 1977 gewann er den CONCACAF Champions Cup und 1978 die Copa Interamericana.
Nach einer Saison beim CD Tampico (1979/80) heuerte er bei seinem „Heimatverein“ Atlas Guadalajara an, bevor er seine Karriere 1983/84 bei Atlético Morelia beendete.

### Nationalmannschaft
Castrejón gab sein Länderspieldebüt für die mexikanische Fußballnationalmannschaft in einem Freundschaftsspiel am 4. Februar 1969 gegen Kolumbien (1:0). 1970 war sein erfolgreichstes Jahr mit insgesamt elf Länderspieleinsätzen, davon allein neun im Zeitraum zwischen dem 18. Februar und dem 26. April. Daher dürfte er sich möglicherweise Hoffnungen auf Einsätze bei der im eigenen Land ausgetragenen Fußball-Weltmeisterschaft 1970 gemacht haben. Obwohl er einer von drei Torhütern in Mexikos WM-Kader war, kam er nicht zum Einsatz, weil Ignacio Calderón zum Stammtorhüter benannt wurde und alle vier Spiele der Gastgeber in voller Länge absolvierte.
Castrejón brachte es auf insgesamt 28 Länderspieleinsätze; sein letztes Länderspiel fand am 22. November 1981 in Honduras (0:0) im Rahmen der Qualifikation zur WM 1982 statt.

## Erfolge
- Mexikanischer Meister: 1976
- Mexikanischer Supercup: 1976
- CONCACAF Champions Cup: 1977
- Copa Interamericana: 1978